# Geschäftsordnung des Europäischen Parlaments
| Basisdaten                                               | Basisdaten                                   |
| -------------------------------------------------------- | -------------------------------------------- |
| Titel:                                                   | Geschäftsordnung des Europäischen Parlaments |
| Abkürzung:                                               | GOEP                                         |
| Rechtsmaterie:                                           | Europarecht                                  |
| Erlassen aufgrund von:                                   | Art. 232 AEUV                                |
| Verkündungstag:                                          |                                              |
| Inkrafttreten:                                           |                                              |
| Letzte Änderung durch:                                   |                                              |
| Inkrafttreten der letzten Änderung:1)                    | November 2010                                |
| 1) Bitte beachten Sie den Hinweis zur geltenden Fassung! |                                              |

Die Geschäftsordnung des Europäischen Parlaments ist die auf Grundlage von Art. 232 AEU-Vertrag (ehemals Art. 199 EG-Vertrag) erlassene Geschäftsordnung des Europäischen Parlaments.
Die Geschäftsordnung selbst besteht aus 216 Artikeln, die auf 14 Titel aufgeteilt ist. Einige der Artikel sind durch Änderungen an der Geschäftsordnung allerdings entfallen.
1. die Bestimmungen über Mitglieder, Organe des Parlaments und Fraktionen (Titel I, Art. 1–34),
2. Gesetzgebung, Haushalt und sonstige Verfahren (Titel II, Art. 35–88),
3. Außenbeziehungen (Titel IIa, Art. 89–102)
4. Transparenz der Arbeiten (Titel III, Art. 103, 104),
5. Beziehungen zu anderen Organen (Titel IV, Art. 105–129),
6. Beziehungen zu den nationalen Parlamenten (Titel V, Art. 130–132),
7. Sitzungsperioden (Titel VI, Art. 133–182),
8. Ausschüsse und Delegationen (Titel VII, Art. 183–200),
9. Petitionen (Titel VIII, Art. 201–203),
10. Bürgerbeauftragter (Titel IX, Art. 204–206),
11. Generalsekretariat des Parlaments (Titel X, Art. 207),
12. Befugnisse bezüglich der politischen Parteien auf europäischer Ebene (Titel XI, Art. 208–210),
13. Anwendung und Änderung der Geschäftsordnung (Titel XII, Art. 211–212),
14. Verschiedene Bestimmungen (Titel XIII, Art. 213–216).

Ihr angefügt sind 20 Anhänge. Anlage V wurde gestrichen.
1. Anlage I enthält Bestimmungen zur Durchführung von Artikel 9 Absatz 1 – Transparenz und finanzielle Interessen der Mitglieder,
2. Anlage II Leitlinien zur Durchführung der Fragestunde gemäß Artikel 109,
3. Anlage III Leitlinien zur schriftlichen Beantwortung gemäß den Artikeln 117 und 118,
4. Anlage IV Leitlinien und allgemeine Kriterien für die Auswahl der Themen der Tagesordnung für die in Artikel 122 vorgesehene Aussprache über Fälle von Verletzungen der Menschenrechte, der Demokratie und der Rechtsstaatlichkeit,
5. Anlage VI Verfahren für die Prüfung und Annahme von Entlastungsbeschlüssen,
6. Anlage VII Zuständigkeiten der ständigen Ausschüsse des Parlaments,
7. Anlage VIII Vertrauliche Dokumente und sensible Informationen,
8. Anlage IX Einzelheiten der Ausübung des Untersuchungsrechts des Europäischen Parlaments,
9. Anlage X Bestimmungen zur Durchführung von Artikel 9 Absatz 4 – Interessengruppen beim Europäischen Parlament,
10. Anlage XI zur Ausübung der Aufgaben des Bürgerbeauftragten,
11. Anlage XII zu Bekämpfung von Betrug, Korruption und sonstigen rechtswidrigen Handlungen zum Nachteil der Interessen der Gemeinschaften,
12. Anlage XIII Vereinbarung zwischen dem Europäischen Parlament und der Kommission über die Modalitäten der Anwendung des Beschlusses 1999/468/EG des Rates zur Festlegung der Modalitäten für die Ausübung der der Kommission übertragenen Durchführungsbefugnisse, in der Fassung des Beschlusses 2006/512/EG,
13. Anlage XIV Rahmenvereinbarung über die Beziehungen zwischen dem Europäischen Parlament und der Europäischen Kommission,
14. Anlage XV Verordnung (EG) Nr. 1049/2001 über den Zugang der Öffentlichkeit zu Dokumenten# Anlage XVI ist die Verordnung (EG) Nr. 1049/2001 über den Zugang der Öffentlichkeit zu Dokumenten,
15. Anlage XVI Leitlinien für die Auslegung der Verhaltensregeln für die Mitglieder,
16. Anlage XVII Leitlinien für die Zustimmung zur Kommission,
17. Anlage XVIII Verfahren für die Genehmigung zur Ausarbeitung von Initiativberichten,
18. Anlage XIX Europa partnerschaftlich kommunizieren,
19. Anlage XX Gemeinsame Erklärung des Europäischen Parlaments, des Rates und der Kommission vom 13. Juni 2007 zu den praktischen Modalitäten des neuen Mitentscheidungsverfahrens (Artikel 251 EG-Vertrag),
20. Anlage XXI Verhaltenskodex für Verhandlungen im Rahmen des ordentlichen Gesetzgebungsverfahrens.